# Лесняк Денис Ігорович
Денис Ігорович Лесняк (18 грудня 1979, Полтава, Українська РСР — 16 серпня 2016, Єлізаветівка, Мар'їнський район, Донецька область, Україна) — майор Збройних сил України, учасник війни на сході України, начальник ППО 10-ї окремої гірсько-штурмової бригади.

## З життєпису
Навчався в музичній школі, але після перелому руки змушено покинув заняття.
1997 року вступив до Харківського військового університету.
2015 року з групою офіцерів 128-ї бригади практично заново створив 10-ту бригаду.
Загинув в бою з диверсійно-розвідувальною групою ворога.
Похований 18 серпня 2016 року у Полтаві.
Без Дениса лишились дружина Тетяна й донька Лада.

## Нагороди та відзнаки
- Указом Президента України № 23/2017 від 3 лютого 2017 року «за особисту мужність, виявлену у захисті державного суверенітету та територіальної цілісності України, самовіддане виконання військового обов'язку» нагороджений орденом «Богдана Хмельницького» III ступеня (посмертно)[3].
- Медаль «За жертовність і любов до України» (УПЦ КП)